# Entandrophragma bussei
Entandrophragma bussei är en tvåhjärtbladig växtart som beskrevs av Hermann August Theodor Harms och Adolf Engler. Entandrophragma bussei ingår i släktet Entandrophragma och familjen Meliaceae. Inga underarter finns listade i Catalogue of Life.